# Ашурмамадов, Алиёр Девлохович
Алиёр Девло́хович Ашурмама́дов (20 августа 1968, Курган-Тюбе, Таджикская ССР, СССР) — советский и таджикский футболист, нападающий. Мастер спорта СССР. Затем — футбольный тренер.

## Биография
Первый тренер - Леонид Наумович Фиррер.
Выступал за команды: СКИФ-1 (Душанбе, 1989), «Вахш» (Курган-Тюбе, 1990), «Памир» (Душанбе, 1991—1992), «Локомотив» (Москва, 1993), «Авангард» (Коломна, 1994), «Анжи» (Махачкала, 1995—1998), «Варзоб» (Душанбе, 1999—2000), «Иртыш» (Павлодар, 2001—2002, март-июль 2005), СКА «Памир» (Душанбе, апрель-июль 2004), «Хима» (Душанбе, август 2005—2007).
Имеет высшее образование.
В 2008 году тренировал клуб 1-й лиги «Памир» (ГБАО). В 2009 — возглавлял ЦСКА «Памир» (Душанбе), где проработал до декабря. Под руководством Ашурмамадова ЦСКА занял восьмое место в чемпионате республики-2009 и впервые в истории клуба пробился в финал Кубка Таджикистана, где в решающем матче уступил столичному «Истиклолу» со счетом 1:3.
С конца 2009 — главный тренер молодежной сборной Таджикистана по футболу (U-19), сменив на этом посту Салохитдина Гафурова. Однако сборная при нём так и не провела ни одного матча, а сам Ашурмамадов в итоге был заменен на Махмаджона Хабибуллоева.
В 2010 году возглавлял «Энергетик» (Душанбе). Под руководством Ашурмамадова в чемпионате команда провела 9 игр, было одержано 3 победы, проиграно 5 матчей, один сыгран вничью. После 16-го тура тренер был уволен со своего поста.
В мае 2011 вновь вошёл в тренерский штаб «ЦСКА-Памира», а с марта 2012 г. стал её главным тренером.
В августе 2013 года стал старшим тренером гафуровского «Парвоза».

## Личная жизнь
Женат, имеет семь детей.